# 中井美琴
中井 美琴（なかい みこと、3月11日 - ）は、日本の女性声優。81プロデュース所属。東京都出身。

## 略歴
2018年4月1日付で81プロデュースに所属。

## 人物
趣味・特技は絵画、ミュージカル鑑賞、アリエルグッズ集め、オートクチュール、イラスト、子供と仲良くなること。

## 出演

### テレビアニメ
2018年
- 一人之下 全性篇（全性の女密偵、全性の女幹部、劉漫）

2019年
- カードファイト!! ヴァンガード（受付嬢B）

2020年
- 22/7（看護師）
- BNA ビー・エヌ・エー（ハイエナ、子ども、女子、ピンクフラミンゴ、信者、アナウンサー）
- デュエル・マスターズ キング（2020年 - 2022年、飴の女王 スイート、やられ太郎、七極 Di、Re:奪取 マイパッド、ホワイト・スワン 他） - 3シリーズ
- かぐや様は告らせたい?〜天才たちの恋愛頭脳戦〜（女生徒たち）
- ガル学。（2020年 - 2022年、アイラン、山口莉江子） - 2シリーズ

2021年
- メガトン級ムサシ（オペレーター）

2022年
- SPY×FAMILY（イーデン校生徒）
- 弱虫ペダル LIMIT BREAK（観客）

2023年
- もののがたり（紙縒）
- 私の百合はお仕事です!（女性客、上級生、女の子、生徒）
- 女神のカフェテラス（女性B）
- 王様ランキング 勇気の宝箱（生物）
- MIX MEISEI STORY 2ND SEASON 〜二度目の夏、空の向こうへ〜（女性）
- 青のオーケストラ（高校生）
- THE MARGINAL SERVICE（境界人）
- AIの遺電子（アイドル）
- 鴨乃橋ロンの禁断推理（店員）
- 聖女の魔力は万能です（メイド、侍女）
- 『ヒプノシスマイク-Division Rap Battle-』Rhyme Anima +（ファン、客、特殊部隊）
- 豚のレバーは加熱しろ（街の人々、大勢の観客）
- ビックリメン（クラスメイトC）
- デッドマウント・デスプレイ（電話アナウンス、火吹き蟲）
- 魔法使いの嫁 SEASON2（生徒）
- 薬屋のひとりごと（2023年 - 2025年、里樹妃の侍女、金剛宮の侍女1） - 2シリーズ
- アイドルマスター ミリオンライブ!（姉）

2024年
- ブルーアーカイブ The Animation（ヘルメット団）
- 俺は全てを【パリイ】する 〜逆勘違いの世界最強は冒険者になりたい〜（寮母）
- 合コンに行ったら女がいなかった話
- チ。-地球の運動について-（生徒）
- 星降る王国のニナ（ニナの母、侍女1、侍女4）
- 百姓貴族（ご近所さん、空手部志望の生徒、罵る生徒）

2025年
- Sランクモンスターの《ベヒーモス》だけど、猫と間違われてエルフ娘の騎士として暮らしてます（エルフ子供）
- 鬼人幻燈抄（若い女）
- スライム倒して300年、知らないうちにレベルMAXになってました ～そのに～（先生）
- 小市民シリーズ（黄葉高校生徒）
- 陰陽廻天 Re:バース（少年、女子、商店主妻）
- ニャイト・オブ・ザ・リビングキャット（女性）
- その着せ替え人形は恋をする Season 2（クラスメイト）

### 劇場アニメ
- ずっと前から好きでした。〜告白実行委員会〜（2016年、女子高生B）
- 映画 えんとつ町のプペル（2020年、町人）

### Webアニメ
- アイカツプラネット! Bloomy*Cafe（2022年、ティンクラメチーク[18]）

### ゲーム
2017年
- リトルウィッチアカデミア  時の魔法と七不思議（ヘザー）

2018年
- 帝国戦記（女教皇・フェリス、ミゼット）

2019年
- ガール・カフェ・ガン（りいな）
- 神装の戦乙女（ローザリア）

2020年
- ファイナルファンタジーVII リメイク
- 城姫クエスト（岩屋城、高崎城）
- エルン・ジェネシス（セルフィーヌ、カトナ、レイナ）
- ビッグバッドモンスターズ（レイカ）

2021年
- サクラ革命 〜華咲く乙女たち〜（比叡しゃな）
- アクション対魔忍（菊池葵）
- モナーク/Monark（インヴィディア、藤井俊子 他）

2023年
- ヘブンバーンズレッド（コンセント増設屋）
- ハリー・ポッター:魔法の覚醒（アビゲイル・グレイ）

2024年
- 機兵とドラゴン（リニア、ベネディーレ）

### ドラマCD
- THE IDOLM@STER MILLION THE@TER GENERATION 17 STAR ELEMENTS（2019年、取り巻きB、審査員A）
- THE IDOLM@STER  MILLION THE@TER WAVE 11 オペラセリア・煌輝座（2020年、セシル〈アシュリー妹〉）
- メゾンハンダース（2021年、四ノ森姪っ子・桃子）

### 吹き替え

#### 映画
- X エックス（ロレイン〈ジェナ・オルテガ〉）
- 消えない罪（キャサリン・マルコム〈アシュリン・フランシオーシ〉）※Netflix版
- キャメラを止めるな!（ソフィー〈レア・ミレー〉[22]）
- THE GUILTY/ギルティ
- グッドライアー 偽りのゲーム
- スターガール（マロリー・フランクリン）
- スニーカーシンデレラ（幼少期エル）
- TITANE/チタン（ジュスティーヌ〈ギャランス・マリリエ〉）
- 非常宣言（シヨン）
- ブレイド・オブ・ウィンド（フク・ホウ〈チェン・フェイ〉）
- ボーはおそれている（トニ〈カイリー・ロジャース〉）
- モンスター・フェスティバル（エイミー[23]）
- レジェンド・オブ・ドラゴン 鉄仮面と龍の秘宝（リ・ホウ）
- ロード・インフェルノ（ロビン〈リズ・フェルエール〉）
- ロザライン

#### ドラマ
- アメリカン・ボーン・チャイニーズ 僕らの西遊記（スージー・ナカムラ）
- 凍てつく楽園（イネス）
- インスティンクト2 -異常犯罪捜査-[24]
- 宇宙人ネッドのトークショー（ネバートロンE-22）
- エイリアンシッター ギャビー・デュラン（スージー・グラヴァー）
- NCIS:LA 〜極秘潜入捜査班（アナスタシア・コルチェック(アナ)、ジェニファー・キム）
- FBI インターナショナル4（ベッカ・モーガン(ゲスト)）
- オリー
- ギャップ・ザ・シリーズ（ケイド〈ブンニサー･シリサン（Baitoey）〉[25]）
- キャンプ・キキワカ（ディスティニー〈マロリー・ジェームズ・マホーニー〉[26]）
- クイーンズ・ギャンビット
- クロスオーバー（マヤ・オルティス）
- Caught:摘発の先に（マルティナ・シュルツ）
- ゴーストギャル（ケイシャ 他）
- サバイバー: 宿命の大統領（ステファニー[27]）
- 女王ヴィクトリア 愛に生きる2[28]
- 陳情令
- デュードが僕を強くした（ティア）
- 9-1-1: Lone Star（サラ、メロディ、ジョアン（ジョー）、リンジー、ケイティ、ノラ 他）
- HEARTSTOPPER ハートストッパー
- Happy![29]
- 100日の郎君様[30]
- ビリオンズ（ライアン 他[31]）
- ブラック・ミラー（テオの友人女性）
- マジック ベイクオフ（マロリー〈マロリー・ジェームズ・マホーニー〉）※本人役
- ライザのサバ読み大作戦

#### アニメ
- アウルハウス（アミティ・ブライト[32]）
- アングリーバード: クレイジー・サマーキャンプ（リネット、レペッカ）
- ウィッシュ
- きかんしゃトーマス（ホンメイ、スティーブン・ハット、タミカ、ジェニー・パッカード、ダッチェス 他）
- Call Star -ボクは本当にダメな星?-（彼女）
- 最後の召喚師 -The Last Summoner-（村の子供、村の女、赤ちゃん、女性5）
- 時光代理人 -LINK CLICK-（女子生徒、学生）
- せかいはふしぎでできている!（ファキーラ）
- 天官賜福（神官、花嫁、村人、半月国師の母、少年）
- ビーとパピーキャット（テンプボット）
- 百妖譜（蟲師族の女、侍女）
- ファイナル・スペース（エイブリー、アラゴン司令官）
- ふしぎの国 アンフィビア（パール、マライア）
- マーベル ライジング:バンドバトル（メリッサ・ゴールド / スクリーミング・ミミ）
- マーマデューク（バーバラ）
- ムーンガール&デビル・ダイナソー（ノックス）
- モンスターズ・ワーク（マリア、グースカのママ）
- ヨウゼン（ヨウゼンの母[33]）
- 烈火澆愁

### オーディオブック
- 最強職《竜騎士》から初級職《運び屋》になったのに、なぜか勇者達から頼られてます（2019年、ルナ 他[34]）
- AURA 〜魔竜院光牙最後の闘い〜（2019年、大島ユミナ 他[35]）
- 夏へのトンネル、さよならの出口（2020年、塔野カレン[36]）
- 我がヒーローのための絶対悪（2021年、桜井花音、猫宮葉斗子、猫宮麻斗子 他[37]）
- これは学園ラブコメです。（2021年、言及塔まどか[38][39]）
- 月とライカと吸血姫 第3 - 6巻（2021年 - 2022年、ミア・トリアドール、サンダンシア・ソフィ・アリシア、オデット・フェリセト 他）
- 漂海のレクキール（2021年、シゼ・セルラ 他[40]）
- 飽くなき欲の秘蹟（2022年、ゆお 他[41]）
- フィッターXの異常な愛情（2022年、百田磬、増岡美鈴 他）
- 偽る神のスナイパー（2023年、円吹芽〈変声期前〉 、椚茴香）
- サンタクロースを殺した、そしてキスをした（2023年、少女）
- 公務員、中田忍の悪徳（2023年、一ノ瀬由奈＋堀内茜[42]）
- ロストマンの弾丸（2024年、神栖未那）

### ナレーション
- 葬送のフリーレン（コミックスTV・ラジオナレーション）
- 天才てれびくんhello,（2020年 - 2023年、クイズコーナーナレーション、電デビル）
- マスと!
- マツコの知らない世界（声の出演）

### ボイスオーバー
- おうちでディズニーDIY
- 世界ふれあい街歩き ベトナム・ダラット
- 沼にハマってきいてみた ダンス沼、ディズニー沼
- ピクサー・イン・リアル・ライフ
- まだ間に合う!360°の感動!新ウエストサイド・ストーリー

### その他コンテンツ
- 81声優落語会 第紅回[43]
- 81声優落語会 第寿回「たらちね」[44][45]
- ビストロ三軒亭生朗読劇（根本岬）
- メイドモードレボリューション7 陶山章央×中井美琴（ゲスト出演）
- 朗読劇 黄昏流星群vol.4（陽菜）

### シリーズ一覧
1. ↑  第1期（2020年 - 2021年）、第2期『キング！』（2021年）、第3期『キングMAX』（2022年）
2. ↑  第1期『〜聖ガールズスクエア学院〜』（2020年）、第2期『Ⅱ〜Lucky Stars〜』（2022年）
3. ↑  第1期（2023年 - 2024年）、第2期（2025年）